# Amici vitia si feras, facias tua
«Amici vitia si feras, facias tua» è una locuzione latina la cui traduzione italiana è: «Se sopporti i vizi dell'amico (senza correggerli), li fai tuoi».
La frase è una delle massime dello scrittore latino Publilio Siro ed è contenuta in Publilii Syri Sententiae, una raccolta tramandata in età imperiale di circa settecento massime di un solo verso, di carattere prettamente sentenzioso, attribuite a Publilio Siro.